# Djurkampen
Djurkampen (Animal Face-Off) är ett amerikanskt TV-program från Discovery Channel, där djurexperter gör biomekaniska tester av djurs fulla styrka för att se vem som skulle vinna i en kamp, exempelvis: Svartbjörn - alligator, brunbjörn - Sibirisk tiger, Lejon - tiger och gorilla - leopard. Djurkampen har visats även i Sverige på svenska Discovery Channel.

## Om programmet
Ett antal experter på olika djur låter mäta djurens krafter, för att se vad de kan inför en strid med varandra. Djurens vapen såväl som storlek används som argument för vem som skulle ha övertaget.